# 歌広場淳
歌広場 淳（うたひろば じゅん、1985年8月30日 - ）は、日本のヴィジュアル系エアーバンドゴールデンボンバーのBe-su。本名、高山 淳（たかやま じゅん）。
千葉県出身。ユークリッド・エージェンシー所属。

## 経歴
九州で生まれ、小学生の頃は兵庫県西宮市で過ごす。小学1年生の頃地域の行事で宝塚歌劇団の世界に触れ、衝撃を受ける。中学・高校時代から学業が優秀だったが、その一方で中学生の時にヴィジュアル系の世界に没頭する。中学1年生の頃Raphaelに没頭し、そこからMALICE MIZER、LAREINE、Vasalla、美流沙女、S、La'Mule、Dué le quartzなどの影響を受ける。保守的な気風だった地元に馴染めず、前衛的なことをしたいと考え、進路相談で提示された日本大学芸術学部文芸学科に進学する。大学でも普通を嫌った歌広場は、同大学の教授である佐藤洋二郎からの助言もあり、自分のやりたいことを突き詰めることを決意する。
17歳から21歳まではヴィジュアル系の世界から遠のいていたが、学生時代に友人に連れられた池袋サイバーで2度ゴールデンボンバーのライブを見たことで関心を持ち、ホームページ上にあったベーシスト募集要項に加入希望メールを送る。面接では喜矢武に鬼龍院の弟と誤解されるほど鬼龍院と意気投合し、2007年4月に加入する。
2021年11月10日、自身の不倫とそれにまつわるトラブルが『週刊文春』にて報じられ、歌広場の芸能活動の自粛と、同年12月23日に予定していた『ゴールデンボンバークリスマスライブ』の中止が発表された。17日には新たな女性問題が報じられた。2022年11月17日、同年12月25日の公演からライブ活動を再開することが発表された。

## 人物
血液型はO型、身長は174 cm、千葉県出身。2007年4月22日に加入。愛称はうぱ、じゅんじゅん、うたひろさんなどが挙げられる。芸名はカラオケボックスの店名「歌広場」から命名した。メンバーで唯一本名を明かしているのは、大学が宣伝するためにホームページに掲載された際、本名で書かれてたことによる。後にブログなどでも、「テンション高山」と自らネタにするようになった。
元々ヴィジュアル系への造詣が深く、当時のインディーズのヴィジュアル系バンドに詳しかったことが、ゴールデンボンバーに影響を及ぼしていると鬼龍院は評している。ギタリストの涼平に対しては彩冷えるに所属していた頃からのファンで、大学の卒業論文のテーマにも選んだ。The GazettEのれいたファンのバンギャルという設定のバンギャル代表・淳子@れいたの嫁というキャラクターでステージに上がることがあり、The GazettE側もそれを認識してサインにその旨を示している。
大学の専攻が文芸学科だったこともあり、文芸に明るい。小説では学生時代から島田雅彦を敬愛しており、発売前の作品『傾国子女』を本人から贈呈された。その一方で、『アメトーーク!』に「運動神経悪い芸人」の1人として幾度か登場しているなど運動は苦手とされている。しかし、YouTubeのゴールデンボンバー公式チャンネルでは楽曲の振り付け講座を担当している。
ライブで使うベースギターの弦は3本や2本しか張っておらず、タコ糸などを使用している。ゴールデンボンバーの楽曲の振り付けと煽りを主に担当している。パフォーマンスの一環でヘッドバンギングをした際、ドクターストップが掛かり、歯のかみ合わせの調整のため奥歯を一本抜歯している。
2016年6月に一般人女性と結婚。2019年に第1子女児誕生。2021年に第2子男児誕生。

## 個人での活動
イケメンが大好きと公言しており、2011年8月以降『月刊TVnavi』にて「イケメンがなきゃ生きていけない！」を連載している。特に嵐の松本潤のファンであることを公言しており、松本も歌広場のTwitterを見ていると述べている。あまりに熱弁を振るうためメンバーから『オネエ』とからかわれているが、本人は否定している。2013年3月14日、自身でプロデュースしたイケメン店員を集めたフルーツパーラー&バー「オータムリーフ」を秋葉原にオープンさせた。しかし、翌年の2014年3月3日、飲食店レビューサイトの評価が良くないという理由で閉店し、10日間の臨時休業に入った。同年3月14日、前店舗の隣のテナントで新たに「オータムリーフII（ツー）」としてリニューアルオープンした。しかし本来の活動に配慮した結果、2016年3月末をもって閉店した。
テレビ番組などに出演する際は主に私服を着用しており、ファンからの紹介でユーザーとなったアパレルブランド「MINTNeKO」でコラボ商品が発売されているほか、同ブランドでモデル活動も行っている。
サンリオのキャラクター「シナモロール」の大ファンであると公言しており、2017年にサンリオキャラクター大賞2017で1位を狙うシナモロールと、「本気見せます！シナモロールチャレンジ！」という題名のプロモーション動画の制作に協力、コラボ共演した。
幼少期に『ストリートファイター』や『ザ・キング・オブ・ファイターズ97』に触れていたことや、高校生の頃に千葉県のゲームセンターで『バーチャファイター4』をプレイするなど格闘ゲームに触れる機会が多かったことから、芸能活動が落ち着いた2018年頃にゲーマーとして活動し始め、2018年1月に開催された「eスポーツスターリーグ 第一回 eスポーツ スターバトル チャンピオンシップ」の『ストリートファイターV』にて優勝する。その後『RealSound』上にて「格ゲーマーは死ななきゃ安い」の連載や『日経クロストレンド』で「金爆・歌広場淳『ゲームは人生の教科書だ』」の連載を開始したほか、ゲームをやりこむガチ勢と呼ばれる人々とあくまで遊びとして楽しむエンジョイ勢の差によって発生する課題やゲームのアップデートの影響力などについて話すなど、eスポーツに関する発信を行っている。2019年8月30日にはゲームプロジェクト「THE REBEL'S eMPIRE GAMING PROJECT」への加入が発表される。
幼少期から宝塚歌劇団に憧れがあったことを公言しており、私生活ではファンと劇団員の交流イベントに参加したことにも触れている。2019年6月からは関西テレビにて『ゴールデンボンバー・歌広場淳のミュージカル広場』というミュージカルを紹介する番組の司会を担当する。

## 出演

### バラエティ
- めざましテレビ（2018年9月、フジテレビ） - 2018年9月度マンスリーエンタメプレゼンター[51]
- ゴールデンボンバー・歌広場淳のミュージカル広場（2019年6月 - 、関西テレビ）- MC[52]
- 格ゲー喫茶ハメじゅん（2019年10月4日 - 、TOKYO MX）- MC[53]
- 歌広場淳のイケメン手帳（2019年1月 - 、フジテレビ）『めざましテレビ』内コーナー[54]

### テレビアニメ
- イクシオン サーガ DT 第5話（2012年10月、テレビ東京・AT-X） - チャラ男A 役[55]
- ヴィジュアルプリズン（TOKYO MX） - 歌広場淳（本人役）[56]

### 映画
- サイドライン（2015年） - フラワー様 役[57]

### ラジオ
- AKIのオールナイトニッポン0(ZERO)〜eスポーツSP〜（2018年10月 - ニッポン放送）- レギュラーコメンテーター[58]

### ミュージックビデオ
- Block B  「HER (Japanese ver)」（2015年）[59]

### 連載
- 『月刊TVnavi』「イケメンがなきゃ生きていけない！」（2011年8月 - ）[60]
- 『日経クロストレンド』「金爆・歌広場淳『ゲームは人生の教科書だ』」（2019年9月6日 - ）[61]

### 舞台
- マーダーミステリーシアター『殺意の代償』（2025年3月14日、品川プリンスホテル クラブeX）[62]